# Alfred Bassermann
Alfred Wilhelm Bassermann (Mannheim, 9 febbraio 1856 – Königsfeld im Schwarzwald, 3 maggio 1935) è stato un critico letterario e traduttore tedesco, noto dantista.

## Biografia
Noto per l'opera dedicata allo studio della geografia dantesca Dantes Spuren in Italien (1897), pubblicato da noi come Orme di Dante in Italia (1902),  fu inoltre traduttore poetico della Divina Commedia.